# Mieczysław Wroński (fotograf)
Mieczysław Wroński (ur. 1947 w Rakszawie) – polski artysta fotograf. Członek rzeczywisty Okręgu Świętokrzyskiego Związku Polskich Artystów Fotografików. Członek Stalowowolskiego Stowarzyszenia Fotograficznego Animus.

## Życiorys
Mieczysław Wroński jest absolwentem Wyższej Szkoły Inżynierskiej w Rzeszowie (1970) oraz Akademii Ekonomicznej w Krakowie (1981). Związany ze świętokrzyskim środowiskiem fotograficznym – mieszka, pracuje, tworzy w Stalowej Woli (fotografuje od lat 70. XX wieku). Miejsce szczególne w jego twórczości zajmuje fotografia architektury, fotografia dokumentalna (m.in. dokumentacja dzieł sztuki), fotografia krajobrazowa, fotografia martwej natury, fotografia portretowa oraz fotografia reportażowa.
Mieczysław Wroński w fotografii artystycznej zadebiutował w 1979 roku – wówczas po raz pierwszy zaprezentował zdjęcia na wystawie fotograficznej Dziecko w Rzeszowie. Jest autorem i współautorem wielu wystaw fotograficznych; indywidualnych, zbiorowych oraz poplenerowych. Jest laureatem wielu wystaw pokonkursowych; krajowych i międzynarodowych – w Polsce i za granicą. Od 1984 roku jest instruktorem fotografii (egzamin w kieleckiej Izbie Rzemieślniczej). Uczestniczy w pracach jury konkursów fotograficznych.
W 2004 roku został członkiem Stalowowolskiego Stowarzyszenia Fotograficznego Animus. Aktywnie uczestniczy w pracach Klubu Fotograficznego Optikos w Leżajsku. W 2005 roku został przyjęty w poczet członków rzeczywistych Okręgu Świętokrzyskiego Związku Polskich Artystów Fotografików (legitymacja nr 919). W uznaniu zasług i pracę na rzecz fotografii w 2011 roku został uhonorowany Medalem Okręgu Świętokrzyskiego ZPAF oraz w 2016 roku – dyplomem Fotoklubu Rzeczypospolitej Polskiej Stowarzyszenia Twórców.

## Wystawy indywidualne (wybór)
- Pary (2003)
- Cmentarne Anioły (2004)
- Chasydzi (2005)
- Okno na świat (2006)
- Spotkani w drodze (2010)
- Chasydzi – Pielgrzymki do Leżajska (2013)
- Hutnicze impresje (2013)
- Fototematy (2014)
- Impresje (2017)
- Klimaty SDK (2019)[19]
- Fototematy II (2022)[19];
- Moje Sacrum – Centrum Kultury Filmowej, Galeria Stylowy (Zamość 2023)[19]

Źródło

## Odznaczenia
- Medal Okręgu Świętokrzyskiego ZPAF (2011)[1][20]

## Publikacje (albumy)
- Stalowa Wola. Wydawnictwo Sztafeta (2006)[20][21]